# أحمد عبده (معلق رياضي)
أحمد عبده (1969 -)، معلق رياضي مصري، يعمل بالتعليق على مباريات كرة القدم بالقنوات الرياضية بشبكة بي إن سبورت.

## البطولات التي علق عليها
- الدوري الإسباني.
- الدوري الألماني.
- الدوري الإيطالي.
- الدوري الإنجليزي.
- الدوري الفرنسي.
- الدوري المغربي
- دوري أبطال أوروبا.
- الدوري الأوروبي.
- دوري أبطال آسيا.
- كأس العالم.
- خليجي 22.
- كأس آسيا.
- كأس أمم أفريقيا.
- دوري أبطال العرب.
- الدوري التونسي.
- كأس القارات.
- كأس العالم للأندية.
- تصفيات كأس العالم لمونديال روسيا 2018
- والمزيد من البطولات والمباريات الودية والرسمية.